# Гревенвисбах
Гревенвисбах (њем. Grävenwiesbach) општина је у њемачкој савезној држави Хесен. Једно је од 13 општинских средишта округа Хохтаунус. Према процјени из 2010. у општини је живјело 5.259 становника. Посједује регионалну шифру (AGS) 6434004.

## Географски и демографски подаци
Гревенвисбах се налази у савезној држави Хесен у округу Хохтаунус. Општина се налази на надморској висини од 240-500 метара. Површина општине износи 43,2 km². У самом мјесту је, према процјени из 2010. године, живјело 5.259 становника. Просјечна густина становништва износи 122 становника/km².

## Међународна сарадња
| Мјесто   | Држава    | Врста сарадње | Од    |
| -------- | --------- | ------------- | ----- |
| Вуенхајм | Француска | партнерство   | 1980. |
| Извор    |           |               |       |